# Giáo hoàng Học viện Thánh Piô X Đà Lạt

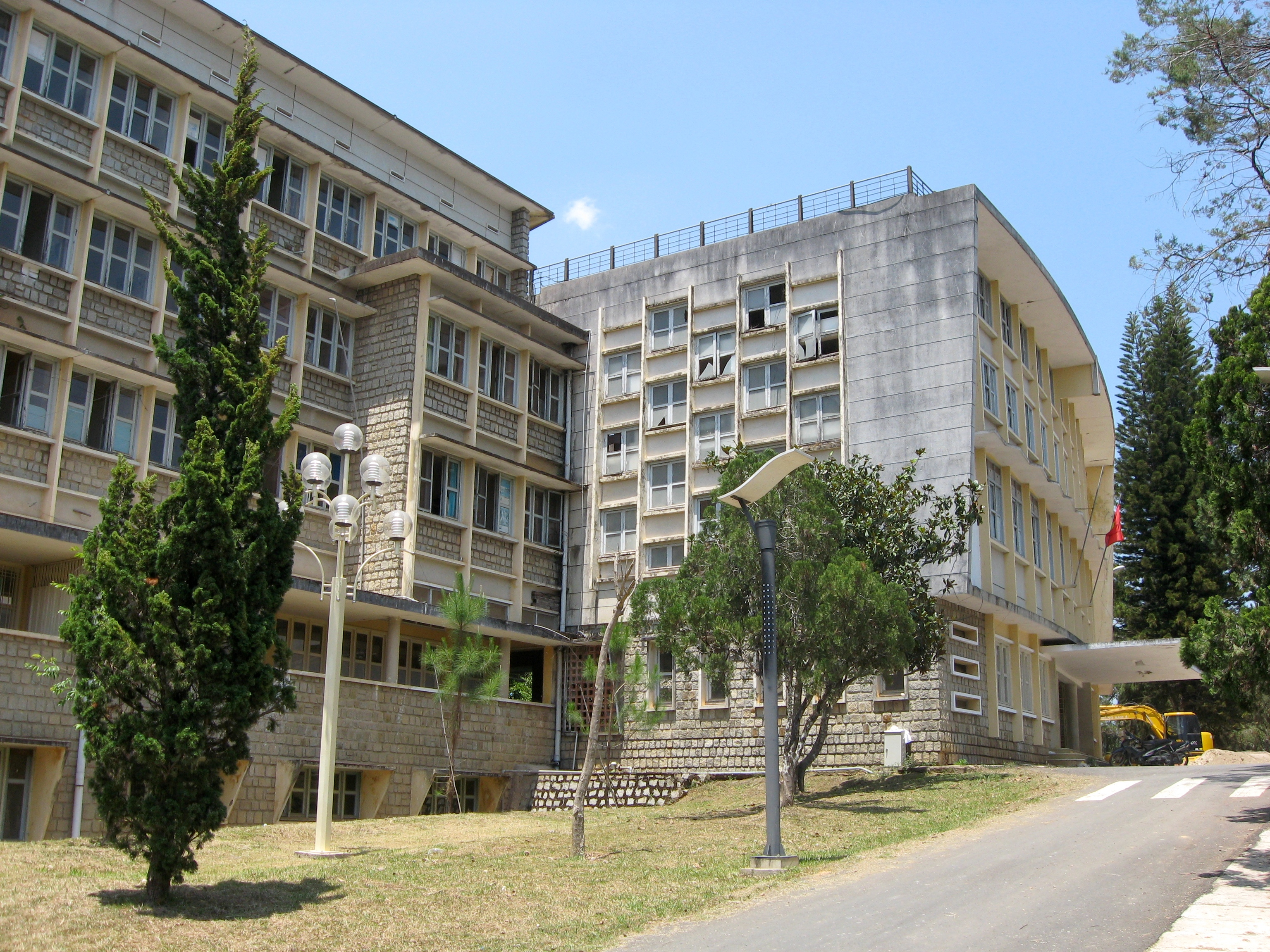
Giáo hoàng Học viện Thánh Piô X Đà Lạt, ngày nay là trụ sở của Trung tâm Đào tạo của Viện Hạt nhân và Trung tâm Văn hóa Thanh Thiếu Niên tỉnh Lâm Đồng.

Giáo hoàng Học viện Piô X Đà Lạt là một cơ sở đào tạo tu sĩ Công giáo tại Miền Nam Việt Nam trước năm 1975 (tương đương với Học viện Công giáo Việt Nam ngày nay).

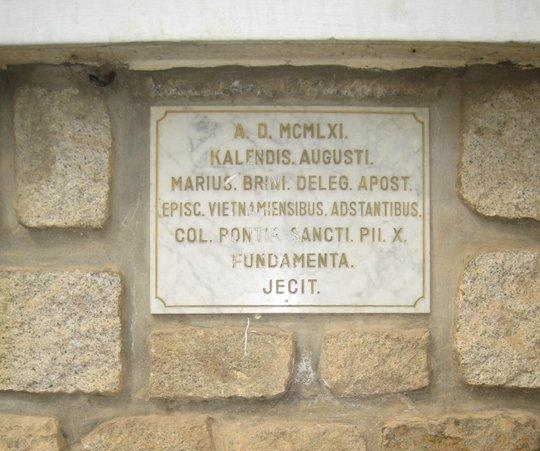
Tấm biển lưu niệm công trình mang chữ Latinh nghĩa là: "Vào năm 1961, ngày đầu tiên của tháng 8, vị Đại diện của Toà Thánh, Mario Brini, trước sự hiện diện của các Giám mục Việt Nam, đã đặt viên đá đầu tiên xây dựng Giáo hoàng Học viện Thánh Piô X"

## Lịch sử
Năm 1957, linh mục Ferdinand Lacretelle đến Sài Gòn khởi sự một cộng đoàn Dòng Tên truyền giáo, sau này phát triển thành Trung tâm Đắc Lộ. Sau đó, ông lên Đà Lạt để giảng dạy vì tại đây chuẩn bị thành lập một Đại học Công giáo. Cũng trong năm đó, các Giám mục miền Nam Việt Nam đã thỉnh cầu Tòa Thánh cho thiết lập một "Giáo hoàng Học viện" tại Việt Nam như là một cơ sở chính thức đào tạo tu sĩ Công giáo "nhằm giúp cho các giáo sĩ tương lai của Việt Nam được đào tạo nghiêm túc về trí thức và tu đức" ("une sérieuse formation intellectuelle et spirituelle"). Đại học Công giáo và Giáo hoàng Học viện là hai tổ chức hoàn toàn khác nhau.
Ngày 25 tháng 1 năm 1957, sau khi đã được Thánh bộ Truyền giáo của Tòa Thánh chấp thuận, các Giám mục đó xin Dòng Tên đảm nhận việc điều hành Học viện.
Ngày 13 tháng 9 năm 1958 Học viện bắt đầu khai giảng khóa đầu tiên với bốn linh mục và 24 chủng sinh, sinh hoạt trong một khu nhà do Đại học Công giáo nhượng. Đầu tiên, Học viện lấy tên là "Giáo hoàng Học viện Mẫu tâm Vô nhiễm" (Seminarium Pontificale Immaculati Cordis B.M.V.). Đến năm 1959, Khâm sứ Tòa Thánh tại Việt Nam Giuseppe Caprio đổi tên thành "Giáo hoàng Học viện Thánh Pio X" (Collegium Pontificium Sancti Pii X).
Ngày 1 tháng 8 năm 1961, "Lễ đặt viên đá đầu tiên" xây dựng tòa nhà Học viện, do Giám mục Mario Brini, Khâm sứ Tòa thánh tại Việt Nam, chủ sự với sự hiện diện của nhiều Giám mục miền Nam Việt Nam. Ngày 22 tháng 7 năm 1963 Học viện bắt đầu sinh hoạt tại cơ sở mới này nhưng đến ngày 23 tháng 4 năm 1964 mới khánh thành.
Học viện nằm tại số 13 Đinh Tiên Hoàng, trong một khuôn viên rộng gần 8 mẫu tây, kế cận trường trung học Bùi Thị Xuân và đồi cù, gần Viện Đại học Công giáo, không xa trung tâm thành phố, và trước mặt là hồ Xuân Hương do kiến trúc sư Tô Công Văn thực hiện xây cất .
Học viện tiếp nhận chủng sinh từ các giáo phận miền Nam Việt Nam, có thêm một vài chủng sinh từ Lào và Campuchia.
Hội đồng giáo dục gồm các linh mục Dòng Tên. Ngoài ra, Học viện cũng mời các giáo sư ngoài Dòng Tên (thuộc các dòng tu khác, linh mục triều, giáo sư đại học thuần túy và cả giáo dân) đảm trách một số môn chuyên biệt.
Ngày 28 tháng 8 năm 1975, tất cả các giáo sư, thừa sai nước ngoài nhận lệnh phải rời khỏi Việt Nam. Tháng 8/1975, Giám mục Giáo phận Đà Lạt khi ấy - Bartôlômêô Nguyễn Sơn Lâm - mời một số linh mục triều và các dòng điều hành Học viện và dạy chủng sinh. Ngày 9 tháng 8 năm 1977, Học viện phải giải tán. Năm 1980, chính quyền trưng dụng tòa nhà để sử dụng cho công tác khoa học và giáo dục. Hiện nay toà nhà được dùng làm Nhà thiếu nhi tỉnh Lâm Đồng.
Tính đến năm 2017, có 20 Giám mục xuất thân từ Học viện, theo thứ tự tấn phong là: Hồng y Phêrô Nguyễn Văn Nhơn (Hà Nội, 1991), Giuse Nguyễn Tích Đức (Ban Mê Thuột, 1997, qua đời 2011), Phêrô Nguyễn Văn Nho (Nha Trang, 1997; qua đời 2003), Phêrô Nguyễn Soạn (Quy Nhơn, 1999), Tôma Nguyễn Văn Tân (Vĩnh Long, 2000, qua đời 2013), Stêphanô Tri Bửu Thiên (Cần Thơ, 2003), Micae Hoàng Đức Oanh (Kontum, 2003), Antôn Vũ Huy Chương (Đà Lạt, 2003), Giuse Nguyễn Chí Linh (Huế, 2004), Phanxicô Xaviê Lê Văn Hồng (Huế, 2005), Phêrô Nguyễn Văn Đệ (Thái Bình, 2005), Cosma Hoàng Văn Đạt (Bắc Ninh, 2008), Giuse Nguyễn Năng (Thành phố Hồ Chí Minh, 2009), Tôma Aquinô Vũ Đình Hiệu (Bùi Chu, 2009), Mátthêu Nguyễn Văn Khôi (Quy Nhơn, 2010), Aloisiô Nguyễn Hùng Vị (Kon Tum, 2015), Emmanuel Nguyễn Hồng Sơn (Bà Rịa, 2016), Đa Minh Nguyễn Văn Mạnh (Đà Lạt, 2017), Gioan Đỗ Văn Ngân (Xuân Lộc, 2017) và Tôma Nguyễn Thái Thành (Orange, Hoa Kỳ, 2017).

## Liên kết
- Giáo hoàng Học viện Thánh Pio X Lưu trữ ngày 7 tháng 2 năm 2009 tại Wayback Machine
- Vài nét về Giáo hoàng Học viện Thánh Pio X[liên kết hỏng]